# ГЕС Gǔtiánxī II
ГЕС Gǔtiánxī II (古田溪二级水电站) — гідроелектростанція на сході Китаю у провінції Фуцзянь. Знаходячись між ГЕС Gǔtiánxī I (вище по течії) та ГЕС Gǔtiánxī III (33 МВт), входить до складу каскаду на річці Gutianxi, лівій притоці Міньцзян (впадає до Тайванської протоки у місті Фучжоу).
В межах проекту річку перекрили бетонною греблею висотою 44 метра та довжиною 209 метрів. Вона утримує водосховище з об’ємом 18,9 млн м3  та нормальним рівнем поверхні на позначці 254 метра НРМ (під час повені може зростати до 261,2 метра НРМ).
Через прокладений у лівобережному гірському масиві дериваційний тунель довжиною 5,2 км з діаметром 6,4 метра ресурс подається до наземного машинного залу. Тут встановлено дві турбіни загальною потужністю 130 МВт, які використовують напір у 126 метрів та забезпечують виробництво 347 млн кВт-год електроенергії на рік.